# Teissín
Teissín (en rus: Тейсин) és un poble (un possiólok) del krai de Khabàrovsk, a Rússia, que el 2018 no tenia cap habitant.